# Mayottes voetbalelftal (mannen)
Het Mayottes voetbalelftal is een team van voetballers dat Mayotte vertegenwoordigt. Mayotte heeft in haar geschiedenis slechts twee wedstrijden gespeeld, een 1-1 vriendschappelijke wedstrijd tegen Réunion en een 3-1 nederlaag tegen datzelfde team.
Mayotte is een Frans departement; het kan daarom geen lid worden van de FIFA en de CAF en is dus uitgesloten van deelname aan het WK en de African Cup of Nations.

1 CONCACAF-lid · 2 geassocieerd CAF-lid · 3 geassocieerd OFC-lid · 4 geassocieerd AFC-lid